# Bestenliste italienischer Triathletinnen auf der Ironman-Distanz
Die Bestenliste italienischer Triathletinnen auf der Ironman-Distanz umfasst alle Zeiten, die weltweit von italienischen Frauen bei einem Triathlon über die Langdistanz bzw. Ironman-Distanz (3,86 km Schwimmen, 180,2 km Radfahren und 42,2 km Laufen) erzielt wurden. Jede Athletin wird hier mit ihrer persönlichen Bestzeit angeführt (Stand: 28. April 2023).

## Kriterien für die Bestzeiten
Berücksichtigt wurden Zeiten von Amateuren und Profis unter 9:20 Stunden seit Oktober 1982.
Wettkämpfe, bei denen witterungsbedingt nur ein Duathlon ausgetragen wurde, oder Teildistanzen stark durch den Veranstalter verkürzt wurden, finden keine Berücksichtigung. Eine offizielle Vermessung der Strecken, wie in der Leichtathletik mit dem Jones-Counter, erfolgt im Triathlon bis jetzt nicht. Die Rennen sind deshalb aufgrund einer nicht ganz genauen Länge nur begrenzt bzw. eingeschränkt vergleichbar.
Auch die Zeiten bei ein und demselben Wettkampf, wie auch auf Hawaii, sind durch Streckenänderungen, Baustellen, Beschaffenheit oder Veränderung des Straßenbelags, Verlegungen und Veränderungen der Wechselzonen, nicht vergleichbar. Bei den hier aufgeführten Zeiten handelt es sich um Ergebnisse, die bei Wettkämpfen mit offiziellem Windschattenverbot erzielt worden sind. Die offiziellen Verbände ITU und ETU führen keine Rekorde oder Bestenlisten.

## Liste
| Platz | Name                 | Jahr | Zeit    | Veranstaltung    | Bemerkung / Titel                           | Quelle |
| ----- | -------------------- | ---- | ------- | ---------------- | ------------------------------------------- | ------ |
| 1     | Elisabetta Curridori | 2024 | 8:40:03 | Ironman Hamburg  |                                             | [ 1 ]  |
| 2     | Giorgia Priarone     | 2023 | 8:58:03 | Ironman Florida  |                                             | [ 2 ]  |
| 3     | Edith Niederfriniger | 2008 | 8:59:45 | Ironman Austria  | SM Triathlon Langdistanz (1999, 2011)       | [ 3 ]  |
| 4     | Martina Dogana       | 2016 | 9:04:42 | Challenge Venice | SM Triathlon Langdistanz (2005, 2006, 2009) |        |
| 5     | Margie Santimaria    | 2023 | 9:18:12 | Challenge Roth   |                                             | [ 4 ]  |

(SM = italienische Meisterin, EM = Europameister, WM = Weltmeister)